# 손하정
안채미(본명: 안채미,11월 10일 ~ )은 대한민국의 배우이다.

## 드라마
- 《KBS 드라마 스페셜 - 복마전》 (2012년, KBS2)
- 《은희》 (2013년, KBS2) - 최양 역
- 《가족끼리 왜 이래》 (2014년~2015년, KBS2) - 홍 대리 역
- 《영주》 (2016년, SBS) - 효리 역
- 《열애》 (2013년, sbs)

## 영화
- 《어나더 미》 (2021년)
- 《럭키》 (2016년) - 원무과 직원 역
- 《너에게만 들려주고 싶어》 (2017년) - 혜준 역
- 《그녀에게》 (2015년)

## 뮤직비디오
- 《팀(TIM) – BEAUTIFUL》
- 《소녀시대 일본 앨범 - MY OH MY》

## 광고
- 《현대 모터스튜디오》
- 《MOVV 광고》
- 《쿠팡》
- 《LG 유플러스 콕》
- 《니즈랩에어핏 마스크&엠케어 마스크》
- 《화장품브랜드 - 숲작》
- 《퍼스트클래스》
- 《파이골프(phigolf)》
- 《쥬얼리 브랜드 - 베니티 》외 다수